# Coppa del Mondo di biathlon 1991
La Coppa del Mondo di biathlon 1991 fu la quattordicesima edizione della manifestazione organizzata dall'Unione Internazionale del Pentathlon Moderno e Biathlon; ebbe inizio ad Albertville Les Saisies, in Francia, e si concluse a Canmore, in Canada. Nel corso della stagione si tennero a Lahti i Campionati mondiali di biathlon 1991, validi anche ai fini della Coppa del Mondo, il cui calendario non contemplò dunque interruzioni.
Per la prima volta nella storia della Coppa del Mondo di biathlon, da questa stagione gli atleti delle ex Germania Ovest e Germania Est hanno gareggiato sotto la stessa bandiera della Germania unita.
In campo maschile furono disputate 14 gare individuali in 7 diverse località; il sovietico Sergej Čepikov si aggiudicò la coppa di cristallo, il trofeo assegnato al vincitore della classifica generale. Non vennero stilate classifiche di specialità; Čepikov era il detentore uscente della Coppa generale.
In campo femminile furono disputate 14 gare individuali in 7 diverse località; la sovietica Svetlana Pečërskaja si aggiudicò la coppa di cristallo. Non vennero stilate classifiche di specialità; Jiřina Pelcová era la detentrice uscente della Coppa generale.

## Uomini

### Risultati
| Data                                 | Località                | Nazione   | Spec. | Primo                                                                            | Secondo                                                                       | Terzo                                                                    |
| ------------------------------------ | ----------------------- | --------- | ----- | -------------------------------------------------------------------------------- | ----------------------------------------------------------------------------- | ------------------------------------------------------------------------ |
| 13 dicembre 1990                     | Albertville Les Saisies | Francia   | IN    | Sergej Čepikov                                                                   | Anatolij Ždanovič                                                             | Frank-Peter Roetsch                                                      |
| 15 dicembre 1990                     | Albertville Les Saisies | Francia   | SP    | Sergej Čepikov                                                                   | Frank Luck                                                                    | Andreas Zingerle                                                         |
| 16 gennaio 1991                      | Albertville Les Saisies | Francia   | RL    | Unione Sovietica Valerij Noskov Jurij Kaškarov Sergej Čepikov Aljaksandr Papoŭ   | Norvegia Geir Einang Sverre Istad Jon Åge Tyldum Gisle Fenne                  | Italia Wilfried Pallhuber Hubert Leitgeb Johann Passler Andreas Zingerle |
| 17 gennaio 1991                      | Ruhpolding              | Germania  | IN    | Pieralberto Carrara                                                              | Andreas Zingerle                                                              | Eirik Kvalfoss                                                           |
| 19 gennaio 1991                      | Ruhpolding              | Germania  | SP    | Sergej Tarasov                                                                   | Pieralberto Carrara                                                           | Frode Løberg                                                             |
| 24 gennaio 1991                      | Anterselva              | Italia    | IN    | Aljaksandr Papoŭ                                                                 | Sergej Čepikov                                                                | Christian Dumont                                                         |
| 26 gennaio 1991                      | Anterselva              | Italia    | SP    | Sergej Čepikov                                                                   | Andreas Zingerle                                                              | Mark Kirchner                                                            |
| 27 gennaio 1991                      | Anterselva              | Italia    | RL    | Unione Sovietica Jurij Kaškarov Aljaksandr Papoŭ Sergej Tarasov Sergej Čepikov   | Italia Pieralberto Carrara Johann Passler Wilfried Pallhuber Andreas Zingerle | Germania Ricco Groß Frank Luck Mark Kirchner Fritz Fischer               |
| Campionati mondiali di biathlon 1991 |                         |           |       |                                                                                  |                                                                               |                                                                          |
| 19 febbraio 1991                     | Lahti                   | Finlandia | SP    | Mark Kirchner                                                                    | Frank Luck                                                                    | Eirik Kvalfoss                                                           |
| 24 febbraio 1991                     | Lahti                   | Finlandia | IN    | Mark Kirchner                                                                    | Aljaksandr Papoŭ                                                              | Eirik Kvalfoss                                                           |
| 31 gennaio 1991                      | Oberhof                 | Germania  | IN    | Mark Kirchner                                                                    | Frank Luck                                                                    | Pieralberto Carrara                                                      |
| 2 febbraio 1991                      | Oberhof                 | Germania  | SP    | Frank Luck                                                                       | Ricco Groß                                                                    | Andreas Zingerle                                                         |
| 3 febbraio 1991                      | Oberhof                 | Germania  | RL    | Germania Ricco Groß Frank Luck Mark Kirchner Fritz Fischer                       | Italia Pieralberto Carrara Johann Passler Hubert Leitgeb Andreas Zingerle     | Norvegia Sverre Istad Ivar Ulekeiv Jon Åge Tuldum Frode Løberg           |
| 7 marzo 1991                         | Oslo Holmenkollen       | Norvegia  | IN    | Mark Kirchner                                                                    | Franz Schuler                                                                 | Stéphane Bouthiaux                                                       |
| 9 marzo 1991                         | Oslo Holmenkollen       | Norvegia  | SP    | Geir Einang                                                                      | Sergej Tarasov                                                                | Frode Løberg                                                             |
| 10 marzo 1991                        | Oslo Holmenkollen       | Norvegia  | RL    | Unione Sovietica Valerij Kirienko Sergej Čepikov Sergej Tarasov Aljaksandr Papoŭ | Norvegia Geir Einang Eirik Kvalfoss Frode Løberg Gisle Fenne                  | Germania Ricco Groß André Sehmisch Mark Kirchner Fritz Fischer           |
| 14 marzo 1991                        | Canmore                 | Canada    | IN    | Hervé Flandin                                                                    | Patrice Bailly-Salins                                                         | Josh Thompson                                                            |
| 16 marzo 1991                        | Canmore                 | Canada    | SP    | Eirik Kvalfoss                                                                   | Hubert Leitgeb                                                                | Mark Kirchner                                                            |
| 17 marzo 1991                        | Canmore                 | Canada    | T     | Germania Fritz Fischer Ricco Groß Frank Luck Mark Kirchner                       | Norvegia Geir Einang Jon Åge Tyldum Eirik Kvalfoss Gisle Fenne                | Italia Hubert Leitgeb Gottlieb Taschler Simon Demetz Wilfried Pallhuber  |

Legenda:

IN = individuale 20 km

SP = sprint 10 km

RL = staffetta 4x7,5 km

T = gara a squadre 20 km

### Classifiche

#### Generale
| Pos. | Nome                | Nazione          | Punti |
| ---- | ------------------- | ---------------- | ----- |
| 1    | Sergej Čepikov      | Unione Sovietica | 191   |
| 2    | Mark Kirchner       | Germania         | 183   |
| 3    | Andreas Zingerle    | Italia           | 174   |
| 4    | Frank Luck          | Germania         | 156   |
| 5    | Pieralberto Carrara | Italia           | 147   |

#### Individuale
| Pos. | Nome                  | Nazione          | Punti |
| ---- | --------------------- | ---------------- | ----- |
| 1    | Mark Kirchner         | Germania         | 99    |
| 2    | Sergej Čepikov        | Unione Sovietica | 87    |
| 3    | Andreas Zingerle      | Italia           | 89    |
| 3    | Gisle Fenne           | Norvegia         | 89    |
| 5    | Patrice Bailly-Salins | Francia          | 74    |

#### Sprint
| Pos. | Nome             | Nazione          | Punti |
| ---- | ---------------- | ---------------- | ----- |
| 1    | Sergej Čepikov   | Unione Sovietica | 104   |
| 2    | Andreas Zingerle | Italia           | 95    |
| 3    | Sergej Tarasov   | Unione Sovietica | 90    |
| 4    | Frank Luck       | Germania         | 86    |
| 5    | Mark Kirchner    | Germania         | 84    |

#### Nazioni
| Pos. | Nazione          | Punti |
| ---- | ---------------- | ----- |
| 1    | Italia           | 5682  |
| 2    | Germania         | 5659  |
| 3    | Francia          | 5383  |
| 4    | Norvegia         | 5288  |
| 5    | Unione Sovietica | 4557  |

## Donne

### Risultati
| Data                                 | Località                | Nazione   | Spec. | Prima                                                                 | Seconda                                                        | Terza                                                                           |
| ------------------------------------ | ----------------------- | --------- | ----- | --------------------------------------------------------------------- | -------------------------------------------------------------- | ------------------------------------------------------------------------------- |
| 13 dicembre 1990                     | Albertville Les Saisies | Francia   | IN    | Elena Golovina                                                        | Svetlana Pečërskaja                                            | Irina Agolakova                                                                 |
| 15 dicembre 1990                     | Albertville Les Saisies | Francia   | SP    | Uschi Disl                                                            | Elena Mel'nikova                                               | Kerstin Moring                                                                  |
| 16 dicembre 1990                     | Albertville Les Saisies | Francia   | RL    | Germania Uschi Disl Kerstin Moring Antje Misersky                     | Norvegia Signe Trosten Anne Elvebakk Synnøve Thoresen          | Finlandia Tuija Vuoksiala Pirjo Mattila Seija Hyytiäinen                        |
| 17 gennaio 1991                      | Ruhpolding              | Germania  | RL    | Elena Golovina                                                        | Véronique Claudel                                              | Antje Harvey                                                                    |
| 17 gennaio 1991                      | Ruhpolding              | Germania  | IN    | Elena Golovina                                                        | Véronique Claudel                                              | Antje Harvey                                                                    |
| 19 gennaio 1991                      | Ruhpolding              | Germania  | SP    | Myriam Bédard                                                         | Uschi Disl                                                     | Svetlana Pečërskaja                                                             |
| 24 gennaio 1991                      | Anterselva              | Italia    | IN    | Svetlana Pečërskaja                                                   | Petra Schaaf                                                   | Anne Elvebakk                                                                   |
| 26 gennaio 1991                      | Anterselva              | Italia    | SP    | Anne Elvebakk                                                         | Grete Ingeborg Nykkelmo                                        | Irina Agolakova                                                                 |
| 27 gennaio 1990                      | Anterselva              | Italia    | RL    | Unione Sovietica Elena Belova Elena Golovina Irina Agolakova          | Germania Uschi Disl Inga Kesper Petra Schaaf                   | Svezia Inger Bjørkbom Christina Eklund Mia Stadig                               |
| Campionati mondiali di biathlon 1991 |                         |           |       |                                                                       |                                                                |                                                                                 |
| 19 febbraio 1991                     | Lahti                   | Finlandia | SP    | Grete Ingeborg Nykkelmo                                               | Svetlana Pečërskaja                                            | Elena Golovina                                                                  |
| 24 febbraio 1991                     | Lahti                   | Finlandia | IN    | Petra Behle                                                           | Grete Ingeborg Nykkelmo                                        | Iva Karagiozova                                                                 |
| 31 gennaio 1991                      | Oberhof                 | Germania  | IN    | Myriam Bédard                                                         | Uschi Disl                                                     | Anne Elvebakk                                                                   |
| 2 febbraio 1991                      | Oberhof                 | Germania  | SP    | Elin Kristiansen                                                      | Yvonne Visser                                                  | Hildegunn Fossen                                                                |
| 3 febbraio 1991                      | Oberhof                 | Germania  | RL    | Germania Uschi Disl Inga Kesper Petra Schaaf                          | Norvegia Signe Trosten Hildegunn Fossen Unni Kristiansen       | Cecoslovacchia Petra Nosková Jiřina Adamičková Jana Vápeníková                  |
| 7 marzo 1991                         | Oslo Holmenkollen       | Norvegia  | IN    | Antje Misersky                                                        | Myriam Bédard                                                  | Svetlana Pečërskaja                                                             |
| 9 marzo 1991                         | Oslo Holmenkollen       | Norvegia  | SP    | Grete Ingeborg Nykkelmo                                               | Uschi Disl                                                     | Svetlana Pečërskaja                                                             |
| 10 marzo 1991                        | Oslo Holmenkollen       | Norvegia  | RL    | Germania Uschi Disl Inga Kesper Petra Schaaf                          | Unione Sovietica Elena Belova Nadežda Talanova Irina Agolakova | Norvegia Grete Ingeborg Nykkelmo Anne Elvebakk Elin Kristiansen                 |
| 14 marzo 1991                        | Canmore                 | Canada    | IN    | Elin Kristiansen                                                      | Svetlana Pečërskaja                                            | Myriam Bédard                                                                   |
| 16 marzo 1991                        | Canmore                 | Canada    | SP    | Svetlana Pečërskaja                                                   | Myriam Bédard                                                  | Elin Kristiansen                                                                |
| 17 marzo 1991                        | Canmore                 | Canada    | T     | Canada Gillian Hamilton Inger-Kristin Berg Lise Meloche Myriam Bédard | Germania Antje Harvey Petra Schaaf Kerstin Moring Uschi Disl   | Norvegia Hildegunn Mikkelsplass Anne Elvebakk Synnøve Thoresen Elin Kristiansen |

Legenda:

IN = individuale 15 km

SP = sprint 7,5 km

RL = staffetta 3x6 km

T = gara a squadre 15 km

### Classifiche

#### Generale
| Pos. | Nome                | Nazione          | Punti |
| ---- | ------------------- | ---------------- | ----- |
| 1    | Svetlana Pečërskaja | Unione Sovietica | 204   |
| 2    | Myriam Bédard       | Canada           | 192   |
| 3    | Anne Elvebakk       | Norvegia         | 178   |
| 4    | Uschi Disl          | Germania         | 174   |
| 5    | Antje Misersky      | Germania         | 162   |

#### Individuale
| Pos. | Nome                | Nazione  | Punti |
| ---- | ------------------- | -------- | ----- |
| 1    | Svetlana Pečërskaja | Germania | 106   |
| 2    | Myriam Bédard       | Canada   | 99    |
| 3    | Antje Misersky      | Germania | 92    |
| 4    | Anne Elvebakk       | Norvegia | 91    |
| 5    | Véronique Claudel   | Francia  | 81    |

#### Sprint
| Pos. | Nome                | Nazione          | Punti |
| ---- | ------------------- | ---------------- | ----- |
| 1    | Uschi Disl          | Germania         | 102   |
| 2    | Svetlana Pečërskaja | Unione Sovietica | 98    |
| 3    | Myriam Bédard       | Canada           | 93    |
| 4    | Anne Elvebakk       | Germania         | 87    |
| 5    | Elin Kristiansen    | Norvegia         | 73    |

#### Nazioni
| Pos. | Nazione          | Punti |
| ---- | ---------------- | ----- |
| 1    | Germania         | 5805  |
| 2    | Norvegia         | 5586  |
| 3    | Francia          | 5403  |
| 4    | Unione Sovietica | 5397  |
| 5    | Finlandia        | 4992  |